# Kamitsubaki-Shi Kensetsu-chū.
Kamitsubaki-Shi Kensetsu-chū. (神椿市建設中。?) es un proyecto japonés de medios mixtos creado por Kamitsubaki Studio. El proyecto comenzó en 2019 y consta de canciones, vídeos, además de un juego de mesa y un videojuego.
Un juego de ritmo titulado Kamitsubaki City Ensemble (神椿市協奏中。, Kamitsubaki-shi Kyōsō-chū.) se lanzará el 29 de agosto de 2024, y una serie de televisión de anime producida por SMDE está programada para estrenó en julio de 2025.

## Argumento
La ciudad de Kamitsubaki se describe como una ciudad metropolitana de alta tecnología con sus ciudadanos viviendo en paz. Pero lo que no saben es que detrás de esta magnífica ciudad se esconde un peligro desconocido que acecha por ella. Y el único que puede salvar a la ciudad del peligro es un grupo de brujas que pueden cantar.

## Personajes
Kaf Morisaki (森先 化歩 Morisaki Kaf?)
 Seiyū: Kaf
Rime Tanioki (谷置 狸眼 Tanioki Rime?)
 Seiyū: Rim
Haru Asanushi (朝主 派流 Asanushi Haru?)
 Seiyū: Harusaruhi
Sekai Yorukawa (夜河 世界 Yorukawa Sekai?)
 Seiyū: Isekaijoucho
Koko Rinne (輪廻 此処 Rinne Koko?)
 Seiyū: Koko
Laplus (らぷらす Rapurasu?)
 Seiyū: Ayane Sakura
Hastaa (はすたー Hasutā?)
 Seiyū: Miyu Tomita
Aguni (あぐに?)
 Seiyū: Yōhei Azakami
Anemosu (あねもす?)
 Seiyū: Shūichirō Umeda
Kūgeru (くーげる?)
 Seiyū: Mai Tōdō
Directora de la División de Reconstrucción (復興課長 Fukkō Kachō?)
 Seiyū: Shizuka Itō

## Media

### Anime
El 13 de enero de 2024 se anunció una serie de televisión de anime. La serie está producida por SMDE y dirigida y escrita por Kōdai Kakimoto, con Sōki Tsukishima como supervisor y PALOW diseñando los personajes. La serie se estrenó el 3 de julio de 2025 en TBS y sus afiliadas. Crunchyroll obtuvo la licencia de la serie en América del Norte, América Central, América del Sur, Europa, África, Oceanía, Oriente Medio, CEI e India.